# Referendumul pentru demiterea președintelui României, 2007
Referendumul pentru demiterea președintelui Traian Băsescu a avut loc sâmbătă, 19 mai 2007.

## Istoric
După ce la 12 februarie 2007 PSD sesizează Curtea Constituțională despre inițierea procedurilor de suspendare din funcție a președintelui Traian Băsescu, la 28 februarie, Parlamentul aprobă înființarea unei comisii de anchetă privind suspendarea președintelui cu 258 de voturi pentru, 76 contra (PD și PLD) și 21 de abțineri (UDMR).
Președintele comisiei este ales liderul conservatorilor, Dan Voiculescu.
La 21 martie, Dan Voiculescu a anunțat că raportul elaborat de comisie a stabilit că președintele Băsescu „a încălcat Constituția și este implicat în fapte de natură penală”.
La 5 aprilie, Curtea Constituțională constată, cu majoritate de voturi, că propunerea de suspendare din funcție a președintelui Traian Băsescu „se referă la acte și fapte de încălcare a Constituției, săvârșite în exercițiul mandatului care, prin conținutul și consecințele lor, nu pot fi calificate drept încălcări grave, de natură să determine suspendarea din funcție a Președintelui României, în sensul prevederilor art.95 alin.(1) din Constituție” și a dat aviz negativ la propunerea de suspendare.
Decizia Curții Constituționale era doar consultativă pentru Parlament iar la 19 aprilie 2007 Parlamentul României a votat cererea de suspendare pe motiv de neconstituționalitate, cu 322 voturi pentru, 108 împotrivă și 10 abțineri.
Data desfășurării Referendumului a fost stabilită pentru sâmbătă 19 mai 2007, la limita maximă de 30 zile, conform Constituției. Ziua de sâmbătă a fost una neuzuală pentru alegeri în România, duminica fiind preferată în acest scop.

## Demisie controversată
Cu două zile înainte de suspendarea de catre Parlament președintele Băsescu declarase că va demisiona „la cinci minute” dacă Parlamentul îl va suspenda . După ce Curtea Constituțională a validat suspendarea, Traian Băsescu declară că s-a răzgândit motivând că „o demisie ar fi accentuat criza politică până în iulie-august”  și că "se pregătea o lege care să-mi interzică să mai candidez".

## Procedura legală
Pe 23 aprilie Parlamentul a votat un amendament propus de PSD conform căruia în situația în care nu se vor prezenta la urne jumătate plus unu din numărul cetățenilor cu drept de vot iar Curtea Constituțională hotărăște că acesta este un motiv pentru invalidarea referendumului, Parlamentul „va decide asupra procedurii de urmat“. Amendamentul a fost adoptat cu 238 de voturi pentru, 2 împotrivă și 4 abțineri  după ce PD-ul și PLD-ul s-au retras din sală.

Amendamentul a fost controversat, iar părerile juriștilor împărțite. La 3 mai, Curtea Constituțională decide cu majoritate de voturi:
|  | Articolul 10 din Legea nr.3/2000 privind organizarea și desfășurarea referendumului, publicată în Monitorul Oficial al României, Partea I, nr. 84 din 24 februarie 2000, cu modificările și completările ulterioare, se modifică și va avea următorul cuprins: «Art.10. – Prin derogare de la art.5 alin.(2), demiterea Președintelui României este aprobată dacă a întrunit majoritatea voturilor valabil exprimate, la nivelul țării, ale cetățenilor care au participat la referendum. » |

Decizia a stârnit noi controverse. Ion Predescu, judecător al Curții Constituționale a susținut că noua Lege a referendumului poate fi aplicată la referendumul din 19 mai; profesorul de drept constituțional Ioan Stanomir a declarat că regulile nu pot fi schimbate în timpul jocului iar această modificare trebuie aplicată următorului referendum.
Întregul cost al referendumului a fost estimat a se ridica la 60 de milioane de lei (în jur de 18 milioane de euro) .

## Întrebarea referendumului
Sunteți de acord cu demiterea Președintelui României, domnul Traian Băsescu?
Susținătorii Președintelui trebuiau să voteze "NU", iar cei care doreau demiterea acestuia să voteze "DA". Acest fapt a creat confuzie printre cei puțin informați, fiecare tabără încercând să manipuleze electoratul cu diferite argumente.

## Reacții ale societății civile
Pe 7 mai, peste 100 de intelectuali români de marcă, precum Gabriel Liiceanu, au semnat un apel intitulat „Pentru respectarea statului de drept și a democrației” prin care cer guvernului să organizeze un referendum corect, cer populației să se prezinte la referendum și semnalează îngrijorarea lor față de „tendința unor autorități de a ocoli sau încălca principiile și practicile statului de drept și ale democrației.”

Pe 15 mai disidenta anticomunistă Doina Cornea a apreciat că intelectualii care ar susține chiar și defectele președintelui Băsescu "fac greșeala căderii în admirație, acțiune care l-a legitimat și susținut pe Ceaușescu".

## Sondaje
- 71% împotriva demiterii: INSOMAR, realizat în data de 25-29 aprilie 2007, pe un eșantion de 1189 de persoane, cu o marjă de eroare de +/-2,8%. Rezultatele nu au fost facute publice oficial, ci de către surse din conducerea PD.[16]
- 70% împotriva demiterii: CURS și CCSB, la comanda Jurnalului Național, în perioada 7-11 mai 2007, pe un eșantion de 1001 de persoane, cu o marjă de eroare de 3,1%.[17]
- 79,1% împotriva demiterii: INSOMAR și Metro Media Transilvania pentru Realitatea TV, realizat pe 12-14 mai 2007, pe un eșantion de 12480 persoane, cu o marjă de eroare de 1%.[18]

## Rezultat
| 80%> 75-80% | 70-75% 65-70% | <65% |

| Vot                             | Nr. voturi | Procent |
| ------------------------------- | ---------- | ------- |
| DA                              | 2.013.099  | 24,75%  |
| NU                              | 6.059.315  | 74,48%  |
| Voturi invalide                 | 62.858     | 0,77%   |
| Total (prezență la vot 44,45%)  | 8.135.272  | 100.00% |
| Nr. alegători cu drept de vot   | 18.301.309 |         |
| Sursă: Biroul Electoral Central |            |         |

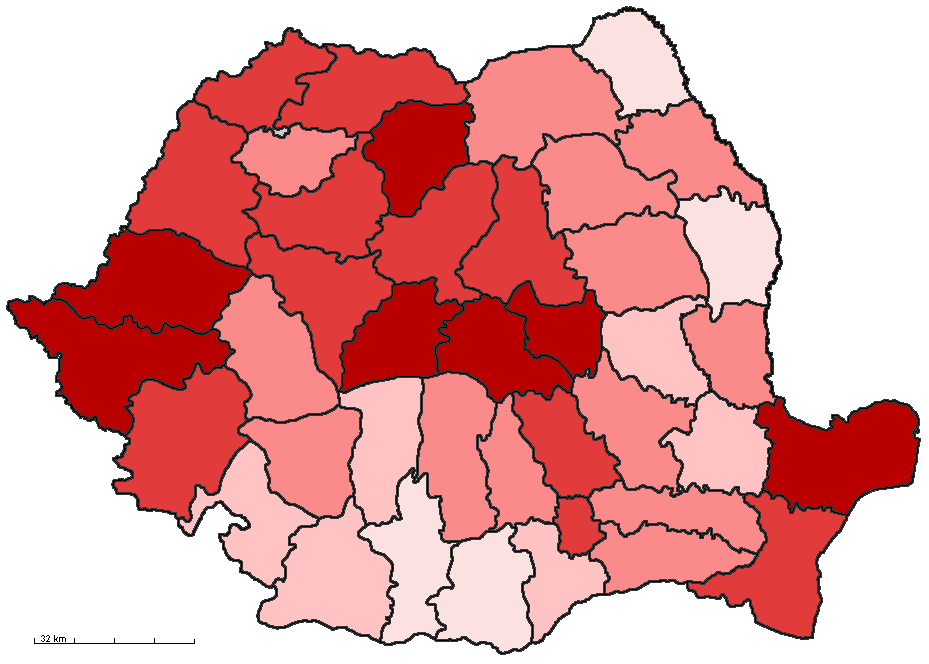
Procentajul voturilor împotriva demiterii, pe județe
80%>
75-80%
70-75%
65-70%
<65%

Numărul de alegători cu drept de vot este controversat. Există păreri că cifra oficială este mult exagerată, ținând cont de ultimul Recensământ și de sporul natural al populației. Se spune că pe listele electorale sunt prezenți cetățeni decedați, aceste erori fiind eventual intenționate, pentru a inocula ideea că, datorită unui procent mic de prezență la urne, victoria în alegeri este nereprezentativă.